# Peter Denyer
Peter Denyer (Dartford, 20 augustus 1947 - Cheltenham, 18 september 2009) was een Engels acteur, die vooral bekend raakte als Dennis Dunstable in de televisiereeks Please Sir!, waar hij de rol speelde van een tiener, toen hij zelf al twintiger was. Verder speelde hij de rol van een homoseksueel in de reeks  Agony. 
Denyer speelde ook mee in de televisieseries Dixon of Dock Green, Dear John, Moody and Pegg en Emmerdale Farm, en de film  Never Mind the Quality Feel the Width. Later ging hij zich meer bezighouden met het produceren, regisseren en schrijven van pantomime.